# 1936年商品取引所法
1936年商品取引所法(Commodity Exchange Act of 1936、第545章、49ステートメント1491、1936年6月15日制定)は、1936年に米国政府によって制定された連邦法であり、その規定の一部は1922年制定の穀物先物取引法を改正するものである。 (ch. 545, 49 Stat. 1491)
同法は、すべての商品および先物取引活動を連邦政府が規制することを定めており、すべての先物および商品オプションは組織化された取引所で取引されることを義務付けている。1974年には商品取引所法により商品先物取引委員会（Commodity Futures Trading Commission、CFTC）が設立され、1982年にはCFTCにより全米先物協会（National Futures Association、NFA）が設立された。